# Amaterasu
Amaterasu (天照 (Thiên Chiếu)), Amaterasu-ōmikami (天照大御神 (Thiên Chiếu Đại Ngự Thần)) hay Ōhirume-no-muchi-no-kami  (大日孁貴神 (Đại Nhật Linh Quý Thần)) là một vị thần trong thần thoại Nhật Bản, và một là vị thần quan trọng trong Thần đạo. Amaterasu không chỉ được coi là vị thần của mặt trời, mà còn là vị thần của vũ trụ. Tên gọi Amaterasu có nguồn gốc từ cụm từ amateru, mang ý nghĩa "toả sáng trên thiên đường." Ý nghĩa của toàn bộ tên gọi của nữ thần này, Amaterasu-ōmikami, là "vị kami (thần) vĩ đại uy nghi toả sáng trên thiên đường". Theo Kojiki và Nihon Shoki trong thần thoại Nhật Bản, các Thiên hoàng Nhật Bản được coi là hậu duệ trực tiếp của Amaterasu. Bà được sinh ra từ mắt trái của Izanagi khi ông đang tẩy uế trong một dòng sông và kế tục trở thành chủ nhân của Cao Thiên Nguyên (Takamagahara).

## Lịch sử

### Câu chuyện về Amaterasu

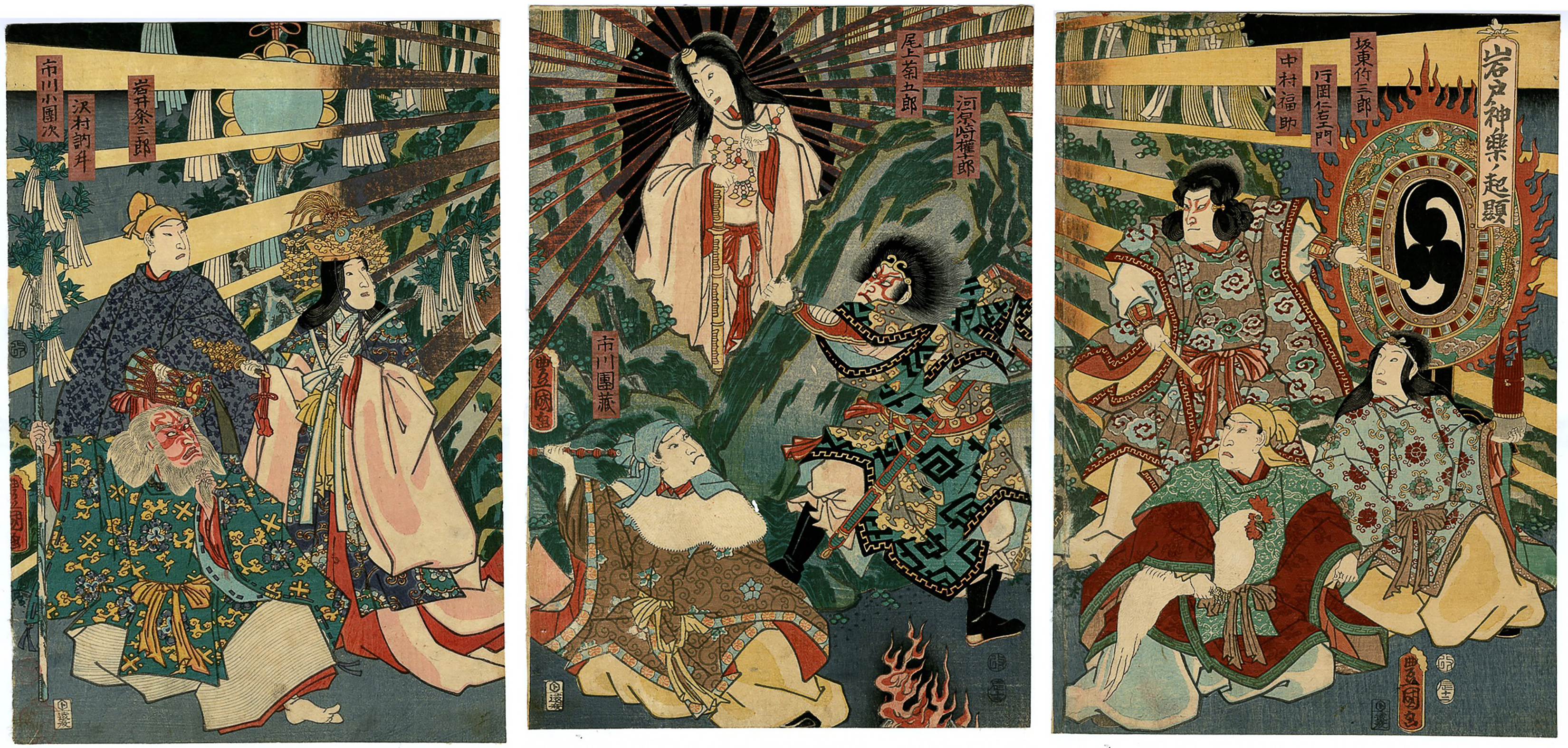
Nữ thần Mặt trời ra khỏi hang, mang lại ánh sáng cho toàn vũ trụ.

Amaterasu được miêu tả trong Kojiki (Cổ Sự Ký) là thần mặt trời, sinh ra từ Izanagi, cùng với em trai bà, thần gió bão Susano'o, và thần Mặt Trăng Tsukuyomi. Trong Kojiki, Amaterasu được miêu tả là vị thần tỏa ra ánh sáng và thường được nói đến như thần mặt trời vì hơi ấm và lòng nhân ái đối với những người thờ phụng bà. Một số huyền thoại khác nói rằng Amaterasu sinh ra từ nước.
Phần lớn các thần thoại về bà xoay quanh việc bà tự giam mình trong hang vì hành động của người em trai. Trong một thời gian dài, cả ba vị thần được tôn thờ đều hòa hợp và cả thế giới đều êm ấm. Một ngày, Susano'o, trong cơn say, giẫm phải đồng lúa của Amaterasu, lấp đầy tất cả các kênh mương của bà, ném thứ ô uế vào cung điện và đền thờ của bà. Omikami yêu cầu em trai mình dừng lại nhưng ông ta mặc kệ, thậm chí còn ném xác một con ngựa lang trắng đã lột da vào người hầu gái của bà lúc đó đang dệt vải. Người con gái bị chết bởi một thoi cửi buộc bung ra ngoài và đâm xuyên qua người (trong Kojiki, nó đâm vào bộ phận sinh dục ).
Amaterasu hết sức bất bình bèn lánh vào Thiên Nham Cung (hang trời) lấp kín cửa vào, vì vậy dương gian chìm đắm trong tăm tối không còn ngày đêm. Nàng tuyên bố hễ chư thần còn chấp nhận cho Susano'o sống chung, nàng sẽ ở lì trong Thiên Nham Cung không xuất hiện nữa. Chư vị thần linh hết sức bối rối, cùng tập hợp trên dòng Thiên Hà cạn khô, thoạt còn ít, sau đông dần, tới tám triệu vị, bàn nhau kiếm cách nào hiệu nghiệm nhất khiến Amaterasu rời khỏi Thiên Nham Cung. Vị thần mưu cơ là Taka-mi-misubi nói: "Thường thường nữ thần Amaterasu ló dạng mỗi khi nghe tiếng gà gáy, vậy chúng ta nên buộc chạc, rồi cho những con gà trống thật tốt giọng đậu lên đó thay phiên nhau gáy." Việc đó được thực hiện ngay, nhưng vô hiệu quả. Amaterasu vẫn bằn bặt trong cùng thẳm Hang Trời. Thần mưu cơ Taka-mi-misubi lại tìm ra kế gợi trí tò mò của nữ thần Mặt Trời. Thần sai một thần thợ rèn độc nhãn làm một tấm gương thật sáng, đặt trước Hang Trời. Trên tấm gương thần có treo những chuỗi ngọc trắng hình cánh cung và những đồ lễ tết bằng chỉ bạch, rồi tất cả hát lễ van vái (norito). Tuy nhiên cuộc vận động của chư thần chỉ hiệu nghiệm khi nữ thần Amano Uzume xuất hiện với một vũ khúc đặc biệt ngộ nghĩnh, Amaterasu nghe tiếng chư thần cười vang, động lòng hiếu kỳ mở hé cửa hang. Rồi cất tiếng hỏi lớn:
"Ta ngỡ vắng ta, tám triệu chư vị thần linh sẽ buồn bã trong đêm tối dày đặc, làm sao chư vị lại vui cười hả hê như vậy được?"
Nữ thần Uzume lanh trí trả lời ngay:
"Làm sao chúng tôi vui ư? Xin thưa, vì bọn chúng tôi đã kiếm được một vị nữ thần mới nhan sắc còn kiều diễm hơn Người nữa."
Nghe vậy Amaterasu càng động lòng hiếu kỳ, và lòng ghen tức nữa, bèn mở rộng cửa bước ra, thoạt nhận thấy bóng mình phản ánh rỡ ràng trong gương. Một vị thần tiến tới cầm lấy tay Amaterasu, chư thần khác lập tức chăng dây ngang phía sau, chặn lối vào động.
Kể từ lúc đó ánh sáng lại chan hoà khắp dương thế, ngày đêm lại bắt đầu vận chuyển.

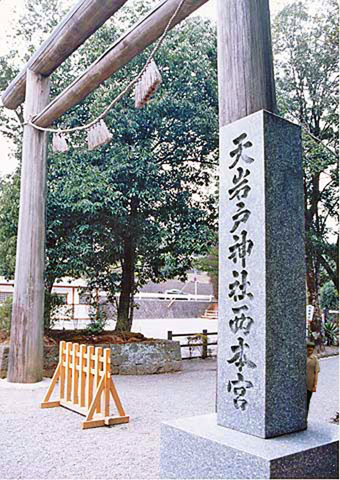
Torii tại đền Ama-no-Iwato Shrine ở Takachiho, tỉnh Miyazaki

Sau đó bà cử cháu trai Ninigi-no-Mikoto đến bình định Nhật Bản: cháu gọi bà bằng kỵ trở thành Thiên hoàng đầu tiên, Thiên hoàng Jimmu. Ông có ba thần khí: thanh kiếm (Kusanagi), viên ngọc (Yasakani no magatama), và gương (Yata no kagami) trở thành Tam Chủng Thần Khí của Nhật Bản (Sanshu no Jingi).
Amaterasu được tôn thờ là người sáng tạo ra việc canh tác lúa gạo và lúa mì, trồng dâu, nuôi tằm, quay tơ, dệt vải.
Kukai nổi tiếng với việc liên kết Amaterasu với Dainichi Nyorai (Đại Nhật Như Lai), hình ảnh trung tâm của Phật giáo. Do đó, Amaterasu được cho là hiện thân thần thánh của Phật Vairocana.

### Sự khác nhau giữa Kojiki và Nihonshoki
Trong Kojiki và Nihonshoki, vị thần này được miêu tả với vài điểm khác nhau. Câu chuyện trong Kojiki được biết đến nhiều hơn.
Đầu tiên là câu chuyện về sự ra đời của bà. Trong Kojiki, bà ra đời sau khi Izanagi không thể đưa Izanami về từ địa ngục Yomi.
Tuy vậy, trong Nihonshoki, Izanagi và Izanami, vẫn còn sống, cùng nhau quyết định tạo ra một vị thần tối cao để thống trị thế giới, rồi hạ sinh Amaterasu.
Phần cử cháu trai đến Ashihara no Nakatsukuni (Nhật Bản) cũng khác nhau trong 2 thần thoại. Trong Kojiki, Amaterasu ra lệnh cho con trai bà và các vị thần khác đến bình định Nhật Bản. Mặt khác, thư tịch chính của Nihonshoki ghi lại truyền thuyết rằng chính Takamimusubi-no-Kami thực hiện việc này và cử cháu ngoại Ninigi đến Nhật Bản. Vai trò của Amaterasu rất mơ hồ trong chương này.
Trong cả hai trường hợp, Nihonshoki ghi lại một bản giống như trong phần của Kojiki như một "aru-fumi", hay phần thay thế.

### Sự tương đồng với các nền văn hoá khác
Amaterasu dường như là sự mô tả của văn hoá Nhật Bản về một nữ thần Mặt trời mang tính lịch sử trong các nước châu Á. Một số điểm tương đồng đã được nhận thấy giữa nữ thần Mặt trời Nhật Bản và nữ thần Mặt trời Triều Tiên Hae-nim, đặc biệt là liên quan đến sự tôn thờ pháp sư, sử dụng các biểu tượng và nghi thức tương tự. Một sự mô tả tương tự là vị thần trong văn hoá Trung Quốc Hy Hoà - vợ của Đế Thuấn. Mặc dù lịch sử có thể có sự tôn kính cao, nhưng chỉ ở Nhật Bản mới xuất hiện sự thờ phụng liên tục vị thần này như một nhân vật trung tâm, khi ở một số phong trào tôn giáo muộn hơn như Phật giáo và Đạo giáo phản đối sự tôn kính nữ thần mặt trời.

## Thờ phụng
Thần cung Ise ở Ise, Honshū, Nhật Bản có phần Nội cung (Naiku) dành riêng cho Amaterasu, tuy vậy, ngôi đền này không được mở cửa cho công chúng. Gương thiêng liêng của bà, Yata no Kagami, được cho là được lưu giữ tại ngôi đền này, là một trong Tam Chủng Thần Khí. Tại ngôi đền này, một buổi lễ gọi là Shikinen Sengu được tổ chức mỗi 20 năm để tôn vinh Amaterasu. Các tòa nhà thờ chính bị phá hủy và xây dựng lại tại một vị trí tiếp giáp với địa điểm. Quần áo mới và thực phẩm sau đó được cung cấp cho nữ thần. Nghi lễ này là một phần của đức tin Thần đạo và đã xuất hiện từ năm 690.
Bà được tế lễ vào ngày 17 tháng 7 với đám rước trên khắp cả nước. Hội ngày đông chí 21 tháng 12 kỷ niệm ngày bà ra khỏi hang núi.
Sự thờ phụng Amaterasu để loại trừ các kami khác được mô tả là "sự sùng bái mặt trời". Cụm từ này cũng có thể được tham chiếu từ việc tự thờ phụng mặt trời của các cư dân thời tiền sử.

## Nữ thần và Hoàng gia
Năm 1946, Thiên hoàng Hirohito trong Ningen-sengen (Nhân gian tuyên ngôn) bị ép phải từ bỏ quan niệm về akitsumikami (現御神 (Hiện Ngự Thần)), tính chất thần thánh trong hình hài con người, và tuyên bố quan hệ của ông với nhân dân không dựa trên một tư tưởng thần thoại học như thế mà dựa trên sự tin cậy phát triển như một gia đình mang tính lịch sử.
Nhiều tác giả khác, ví dụ như John W. Dower và Herbert Bix, cân nhắc điều đó bằng việc chọn từ akitsumikami (現御神 (Hiện Ngự Thần)) thay vì dùng chữ arahitogami ( (Hiện Nhân Thần)), Hirohito không thực sự chối bỏ nguồn gốc thần thánh của mình từ Nữ thần Amaterasu Omikami.

## Amaterasu trong văn hóa đại chúng
- Amaterasu là nhân vật trong bộ phim năm 2003 Onmyoji II, diễn xuất bởi Kyōko Fukada.
- Trong game Ōkami, nhân vật chính Amaterasu hóa thân trong hình dạng chó sói và ban đầu được nói đến như là "nguồn gốc của điều thiện và mẹ của tất cả chúng ta".
- Trong Dream Saga, Amaterasu bị con rồng tự nhiên Susa no O nuốt chửng để quét sạch loài người và để một thế giới mới ra đời.
- Amaterasu đã từng xuất hiện trong manga Noragami của tác giả Adachi Toka dưới hình dạng một cô bé cùng với ba người tùy tùng.
- Amaterasu còn là tên gọi một nhẫn thuật của Mangekyou Sharingan trong manga/anime Naruto của tác giả Kishimoto. Amterasu chính là ngọn lửa đen hủy diệt, có thể cháy 7 ngày 7 đêm liền ngay cả khi đối tượng đã cháy thành tro. Uchiha Itachi và Uchiha Sasuke là hai nhân vật duy nhất dùng được nhẫn thuật này.